# 에비타 (뮤지컬)
에비타(Evita)는 앤드루 로이드 웨버가 곡을 쓰고 팀 라이스가 가사를 쓴 뮤지컬이다. 아르헨티나의 대통령이었던 후안 페론과 그 부인이었던 에바 페론이 권력을 잡는 과정을 그리고 있다. 1978년 영국에서 초연되었으며 삽입곡 'Don't cry for me Argentina'(아르헨티나여, 날 위해 울지 말아요)가 널리 알려져있다.